# روبرت ونايت رودولف
روبرت ونايت رودولف (بالإنجليزية: Robert Knight Rudolph) هو عالم عقيدة أمريكي، ولد في 8 يونيو 1906 في نيويورك في الولايات المتحدة، وتوفي في 14 يوليو 1986 في كواريفيل في الولايات المتحدة.